# Крістін Дарден
Крістін Дарден (нар. 10 вересня 1942, як Крістін Манн) — американський математик, аналітик даних та аерокосмічний інженер, яка присвятила більшу частину своєї 40-річної кар'єри вивченню аеродинаміки в НАСА: дослідженню надзвукових польотів і звукових ударів. Вона здобула ступінь магістра з математики та викладала в Університеті штату Вірджинія. У 1967 році вона приєдналася до дослідницького центру в Ленглі. У 1983 році вона здобула ступінь доктора філософії в Університеті Джорджа Вашингтона та опублікувала численні статті у своїй галузі. Вона стала першою афроамериканкою в дослідницькому центрі НАСА в Ленглі, яка отримала підвищення до найвищого рангу на державній федеральній службі.
Дарден є однією з дослідниць, про яку йдеться в книзі авторства Марго Лі Шеттерлі «Приховані цифри: Американська мрія та нерозказана історія чорношкірих жінок-математиків, які допомогли виграти космічні перегони» (2016), в якій описуються деякі впливові афроамериканські жінки-математики та інженери НАСА середини 20 століття.
У 2019 році Дарден нагородили Золотою медаллю Конгресу.

## Раннє життя та кар'єра
Крістін Манн народилася 10 вересня 1942 року в родині шкільної вчительки Десми І. Чейні та страхового агента Ноа Гораса Манна-старшого у Монро, штат Північна Кароліна. Її батьки заохочували Крістін до якісної освіти. У 3 роки мати привела її в клас, у якому вона викладала, а в чотири роки Дардена пішла в дитячий садок. У початковій школі Дарден проявляла зацікавленість до розбирання та відновлення механічних об'єктів, як-от її велосипед. Дарден навчалася останні два роки початкової школи в школі-інтернаті Аллена в Ешвіллі, штат Північна Кароліна.
У 1958 році вона на відмінно закінчила школу, отримавши стипендію на навчання в Гемптонському університеті, в закладі для темношкірих історично, тоді відомого як Гемптонський інститут. Під час навчання вона брала участь у протестах Руху за громадянські права. Крім того, Дарден була учасницею кількох студентських сидячих протестів разом з іншими чорношкірими однолітками. Манн закінчила Гемптон зі ступенем бакалавра математики у 1962 році. Вона також отримала сертифікат викладача та деякий час викладала математику в середній школі.
У 1963 році Манн вийшла заміж за Волтера Л. Дардена-молодшого, вчителя природничих наук середньої школи. У 1965 році вона стала науковим співробітником Коледжу штату Вірджинія, вивчаючи фізику аерозолів. У 1967 році Дарден здобула там ступінь магістра та продовжила викладати математику.
Того ж року її найняли аналітиком даних у Дослідницький центр НАСА в Ленглі. Дарден починала в «комп'ютерній групі», виконуючи обчислення для інженерів. Вона автоматизувала процес, написавши комп'ютерні програми.
Після переходу до аерокосмічних досліджень у 1973 році Дарден отримала підвищення до аерокосмічного інженера завдяки її начальнику Джону В. Беккеру. Хоча раніше її ледь не звільнили. Її перші відкриття у 1960-х і 1970-х роках призвели до революції в аеродинамічному дизайні для створення звукових ударів з низьким рівнем шуму. У 1983 році Дарден здобула ступінь доктора філософії в Університеті Джорджа Вашингтона.
У 1989 році Дарден призначили керівником команди з вивчення звукових ударів. Вона працювала над проєктами для зменшення негативних наслідків звукових ударів, як-от шумове забруднення та руйнування озонового шару. Її команда випробувала нові конструкції крила та носа для надзвукових літаків. Вона також розробила комп'ютерну програму для імітації звукових ударів.
У лютому 1998 року уряд скасував програму «без зайвого шуму або оголошень у пресі». Анотація 1998 року, опублікована Дарден, описує програму як зосереджену на «технологіях, необхідних для розвитку екологічно чистого, економічно життєздатного високошвидкісного цивільного транспорту (ВШЦТ)». Дарден написала понад 50 статей із загальної галузі авіаційного проєктування, спеціалізуючись на критичному потоці та проєктуванні закрилків, а також на прогнозуванні та мінімізації звукових ударів.

## Обчислювачі НАСА
У 1935 році перші афроамериканські жінки-математики були прийняті на роботу в НАСА (Національне управління з аеронавтики та дослідження космічного простору) як обчислювачі. Оскільки багато чоловіків воювали за кордоном під час Другої світової війни, це збільшило можливості для роботи як білим, так і афроамериканським жінкам. Обчислювачі робили обчислення для підтримки досліджень польотів літаків, а згодом і ракет. Оскільки в штаті Вірджинія, де знаходився Дослідницький центр, панувала расова сегрегація, у закладі, який розташований неподалік Гемптона, дотримувались законів Джима Кроу. Ситуація змінилася після прийняття Закону про громадянські права 1964 року, який забороняв сегрегацію.
Колектив, якому колись було доручено обробити десятки зібраних даних льотних випробувань, до 1940-х років здобув репутацію «людських комп'ютерів», які були важливими для роботи НАСА. Протягом 1950-х і 1960-х років більшість цих жінок отримали можливість працювати техніками та інженерами.
Після здобуття ступеня магістра математики в Університеті штату Вірджинія в якому вона викладала, Дарден почала працювати в комп'ютерній групі НАСА у 1967 році. До того часу комп'ютери все частіше використовувалися для складних обчислень для підтримки інженерії та проєктування. У 1989 році Дарден залишила комп'ютерну групу, щоб обійняти посаду інженера, яка передбачала роботу над зменшенням звукового удару під час надзвукового польоту. Вона здобула ступінь доктора філософії у 1983 році (за підтримки НАСА) та стала відомою завдяки своїм дослідженням як «один із видатних експертів НАСА з надзвукових польотів і звукових ударів». Дарден стала першою афроамериканкою в Ленглі, яка отримала підвищення до найвищого рангу на державній федеральній службі.
У березні 2007 року Дарден пішла у відставку з посади директора Управління стратегічних комунікацій та освіти НАСА.

### Нагороди
У 1985 році Дарден отримала нагороду доктора А. Т. Везерса за технічні досягнення від Національної технічної асоціації. У 1987 році вона отримала премію Кендіс від Національної коаліції 100 чорношкірих жінок. Вона отримала три Сертифікати видатної роботи від Дослідницького центру Ленглі у 1989, 1991 та 1992 роках.
28 січня 2018 року Дарден отримала Президентську громадянську нагороду в Гемптонському університеті на знак визнання її внеску та службу".
19 грудня 2018 року Дарден здобула почесний ступінь Університету штату Північна Кароліна.
19 травня 2019 року Дарден здобула почесний ступінь Університету Джорджа Вашингтона.
У 2019 році Дарден нагородили Золотою медаллю Конгресу.
Вона прочитала «Лекцію Крістін Дарден» на конференції MathFest у 2021 році.